# سحرون شیلاه
سحرون شیلاه (عبری: שהרן שלח؛ زادهٔ ۳ ژوئیهٔ ۱۹۴۵) دانشمند در زمینه نظریه مدل اهل اسرائیل است.
وی همچنین برندهٔ جوایزی همچون جایزه اسرائیل و جایزه ولف در ریاضیات شده‌است.